# Sheko jezik
Sheko jezik (shak, shako, shekka, shekko, tschako; ISO 639-3: she), jezik naroda Sheko, kojim govori 40 000 ljudi (2007) u regiji Kafa u Etiopiji. Etnička populacija iznosila je 23 785 (1994 popis), ali se znatan dio ljudi njime služi kao drugim jezikom. 
Pripada afrazijskoj porodici, užoj sjevernoomotskoj podskupini dizoid

## Vanjske poveznice
- Ethnologue (14th)
- Ethnologue (15th)